# Lijst van Joodse begraafplaatsen in Friesland
Dit is een lijst van Joodse begraafplaatsen in de Nederlandse provincie Friesland. Voorwaarde voor opname op de lijst is dat er op de begraafplaats in kwestie nog ten minste één grafsteen aanwezig is.
| Plaats                 | Straat                                                               | Aantal grafstenen | Toegankelijkheid     | Afbeelding |
| ---------------------- | -------------------------------------------------------------------- | ----------------- | -------------------- | ---------- |
| Bolsward               | Groot Kerkhof 25. Monument en begraafplaats tegen de stadswal        | 1                 | Vrij toegankelijk    |            |
| Bolsward               | Algemene begraafplaats, Franekerstraat 25 (over loopbrug)            | 30                | Tijdens openingsuren |            |
| Gorredijk (Kortezwaag) | Dwersfeart (Dwarsvaart) 17                                           | 112               | Vrij toegankelijk    |            |
| Harlingen              | Algemene begraafplaats, Begraafplaatslaan 1                          | 128               | Tijdens openingsuren |            |
| Heerenveen             | Het Meer 245A                                                        | 7                 | Vrij toegankelijk    |            |
| Leeuwarden             | Jelsumerstraat 2 (naast Spanjaardslaan 78)                           | 1084              | Afgesloten           |            |
| Tacozijl               | Plattedijk/Sondelerdyk aan de binnenzijde van de dijk bij het gemaal | 29                | Vrij toegankelijk    |            |
| Noordwolde             | Schapendrift 3 (tegenover ingang MiniCamping Schapendal)             | 3                 | Vrij toegankelijk    |            |
| Oranjewoud             | Lollius Ademalaan 38                                                 | 34                | Vrij toegankelijk    |            |
| Sneek                  | Algemene begraafplaats (perk 8), Kerkhoflaan 32                      | 7                 | Tijdens openingsuren |            |
| Sneek                  | Burgemeester de Hooppark 7 (ingang naast Joods monument)             | 96                | Afgesloten           |            |
| Terschelling           | Baaiduinen                                                           | 2                 | Vrij toegankelijk    |            |
| Workum                 | Hearekeunst/Hearewei bij de schutsluis Séburch                       | 6                 | Afgesloten           |            |